# Der Grenzjäger
Der Grenzjäger ist ein im Frühwinter 1928/1929 gedrehter deutscher Heimat-Stummfilm von und mit Hanns Beck-Gaden in der Titelrolle und Gritta Ley in der weiblichen Hauptrolle.

## Handlung
Im alpinen, deutsch-österreichischen Grenzgebiet. Dort verrichtet der Grenzoberjäger Anreiner seinen Dienst. Derzeit hat er es mit einer berüchtigten Schmugglerbande zu tun, die von einem gewissen “Schnapper” angeführt wird. Ihn verfolgt Anreiner, bis er zu einer Hütte gelangt, in der die junge Monika wohnt. Er kann nicht wissen, dass der “Schnapper” Monikas Vater ist. Der Grenzjäger findet jedoch den Alten nicht und verlässt alsbald, von Monika sichtlich beeindruckt, die kleine Unterkunft. Monika versucht ihren Vater anschließend davon zu überzeugen, nicht länger auf kriminellen Pfaden zu wandeln. Der Alte gibt nach, und “Schnappers” Platz nimmt daraufhin der skrupellose Hochbauer ein. Der neue Anführer glaubt, dass sein Vorgänger nur deshalb mit dem Schmuggeln aufgehört habe, weil er mit der Staatsmacht kollaboriere. So als angeblicher Verräter gebrandmarkt, lässt Hochbauer Monikas Vater ermorden.
Da Anreiner allen Grund hatte, auf “Schnapper” wütend zu sein, gerät dieser sofort in den Verdacht, den Alten umgebracht zu haben, zumal man bei dem beschuldigten Grenzjäger einen Beutel mit geraubtem Postgeld findet. Kurzzeitig erwägt der Zollbeamte, sich das Leben zu nehmen, entschließt sich jedoch eines Besseren und versucht, den wahren Täter der Bluttat ausfindig und schließlich dingfest zu machen. Er hat auch schon einen Verdacht. Anreiner klettert zum Hochbauer-Gehöft hinauf und sieht dort, wie der Übeltäter Monika in seine Gewalt gebracht hat. Sie ist nämlich eine für die Schmugglerbande gefährliche Mitwisserin, hat sie doch die Verbrecher belauscht und dadurch Anreiners Unschuld am Tod ihres Vaters in Erfahrung gebracht. Anreiner erscheint und kann erst Monika befreien und dann den Oberschurken mit einem Schuss niederstrecken. Im Sterben liegend, gesteht dieser seine Missetaten.

## Produktionsnotizen
Der Grenzjäger entstand ohne Atelieraufnahmen in den Alpen, passierte die Zensur am 7. Februar 1929 und wurde allgemein zugelassen. Die Uraufführung fand am 5. März 1929 in Nürnbergs Alhambra-Palast statt, die Berliner Premiere war am 3. Januar 1930 im Roxy-Palast. Die Länge des Siebenakters betrug 2758 Meter.

## Kritiken
René Prévot schrieb in der Deutschen Filmzeitung: “Hanns Beck-Gaden … gehört zu den Spezialisten dieser Gattung; mit seiner herb-sympathischen Männlichkeit, sportgeschult und naturbefreundet, ist er ein Berufener im Sondergebiet, das er … mit einer Sachkenntnis pflegt, die sich auch im Manuskript äußert. Dieses ist angenehm frei vom unwahrscheinlichem Bluff, gradlinig einfach, populär in den dramatischen Konflikten.”
Im 8 Uhr-Abendblatt ist zu lesen: “Die erhabene Grandiosität der Alpenwelt konnte von den Herstellern dieses weniger als mittelmäßigen Films nicht verkitscht werden: sie ist das einzige (allerdings auch nicht immer gut photographierte) Sehenswerte in diesem Bildstreifen.”